# Chaix
Chaix és un municipi francès situat al departament de Vendée i a la regió de País del Loira. L'any 2007 tenia 431 habitants.

## Demografia

### Població
El 2007 la població de fet de Chaix era de 431 persones. Hi havia 172 famílies de les quals 32 eren unipersonals (24 homes vivint sols i 8 dones vivint soles), 68 parelles sense fills, 64 parelles amb fills i 8 famílies monoparentals amb fills.
La població ha evolucionat segons el següent gràfic:
Habitants censats

### Habitatges
El 2007 hi havia 201 habitatges, 171 eren l'habitatge principal de la família, 19 eren segones residències i 11 estaven desocupats. Tots els 198 habitatges eren cases. Dels 171 habitatges principals, 137 estaven ocupats pels seus propietaris, 33 estaven llogats i ocupats pels llogaters i 1 estava cedit a títol gratuït; 2 tenien una cambra, 3 en tenien dues, 19 en tenien tres, 60 en tenien quatre i 88 en tenien cinc o més. 142 habitatges disposaven pel capbaix d'una plaça de pàrquing. A 64 habitatges hi havia un automòbil i a 101 n'hi havia dos o més.

### Piràmide de població
La piràmide de població per edats i sexe el 2009 era:
| Homes | Edats   | Dones |
| ----- | ------- | ----- |
| 0     | 95 o +  | 0     |
| 0     | 90 a 94 | 0     |
| 0     | 85 a 89 | 4     |
| 0     | 80 a 84 | 0     |
| 8     | 75 a 79 | 8     |
| 8     | 70 a 74 | 8     |
| 8     | 65 a 69 | 4     |
| 4     | 60 a 64 | 12    |
| 12    | 55 a 59 | 8     |
| 20    | 50 a 54 | 12    |
| 16    | 45 a 49 | 12    |
| 20    | 40 a 44 | 28    |
| 16    | 35 a 39 | 20    |
| 12    | 30 a 34 | 8     |
| 4     | 25 a 29 | 8     |
| 12    | 20 a 24 | 16    |
| 32    | 15 a 19 | 28    |
| 36    | 10 a 14 | 20    |
| 12    | 5 a 9   | 16    |
| 8     | 0 a 4   | 8     |

## Economia
El 2007 la població en edat de treballar era de 301 persones, 234 eren actives i 67 eren inactives. De les 234 persones actives 210 estaven ocupades (116 homes i 94 dones) i 24 estaven aturades (12 homes i 12 dones). De les 67 persones inactives 31 estaven jubilades, 19 estaven estudiant i 17 estaven classificades com a «altres inactius».

### Ingressos
El 2009 a Chaix hi havia 172 unitats fiscals que integraven 451,5 persones, la mediana anual d'ingressos fiscals per persona era de 17.073 €.

### Activitats econòmiques
Dels 4 establiments que hi havia el 2007, 1 era d'una empresa de comerç i reparació d'automòbils, 1 d'una empresa immobiliària, 1 d'una empresa de serveis i 1 d'una empresa classificada com a «altres activitats de serveis».
L'únic servei als particulars que hi havia el 2009 era una agència immobiliària.
L'any 2000 a Chaix hi havia 14 explotacions agrícoles que ocupaven un total de 558 hectàrees.

## Equipaments sanitaris i escolars
El 2009 hi havia una escola elemental integrada dins d'un grup escolar amb les comunes properes formant una escola dispersa.

## Poblacions properes
El següent diagrama mostra les poblacions més properes.